# Cindy Franssen
Cindy Franssen, född 30 januari 1976 i Oudenaarde, Östflandern, är en belgisk politiker för Kristdemokratisk och Flamländsk (CD&V). Hon är ledamot av Europaparlamentet sedan 2019, och sitter med i partigruppen EPP för kristdemokrater och konservativa.
I Europaparlamentet är hon vice ordförande för Indiendelegationen. Hon är ledamot i utskottet för sysselsättning och sociala frågor (EMPL) och jämställdhetsutskottet (FEMM). Hon är även ersättare i miljöutskottet (ENVI) och Kinadelegationen.
Hon har en masterexamen (M.A.) i statsvetenskap från University of Ghent. Hon tog examen 1998.